# IC 3040
IC 3040 је галаксија у сазвјежђу Дјевица која се налази на листи објеката дубоког неба у Индекс каталогу.
Деклинација објекта је + 11° 4' 27" а ректасцензија 12h 12m 34,5s. Привидна величина (магнитуда) објекта IC 3040 износи 14,6 а фотографска магнитуда 15,2. IC 3040 је још познат и под ознакама MCG 2-31-49, CGCG 69-86, VCC 60, PGC 38922.